# Ram Records (Verenigde Staten)
Ram Records (Royal Audio Music) was een Amerikaans platenlabel, dat blues, rhythm & blues, rockabilly en country uitbracht. Het werd in 1955 opgericht door Myra Smith en was aanvankelijk gevestigd in Shreveport, later verhuisde het naar Nashville. Het logo van het label vertoonde een ramskop.
Op het label verschenen platen van James Wilson, Linda Brannon, Margaret Lewis, The Lonesome Drifter, Rocky Robin en Endom Spires. Het was actief tot in de jaren zestig. Muziek van het label werd later heruitgebracht door, vooral, het Britse Ace Records.